# Pinson, Alabama
Pinson là một thành phố thuộc quận Jefferson, tiểu bang Alabama, Hoa Kỳ. Dân số năm 2009 là 6899 người, mật độ đạt 264 người/km².